# George Mundelein

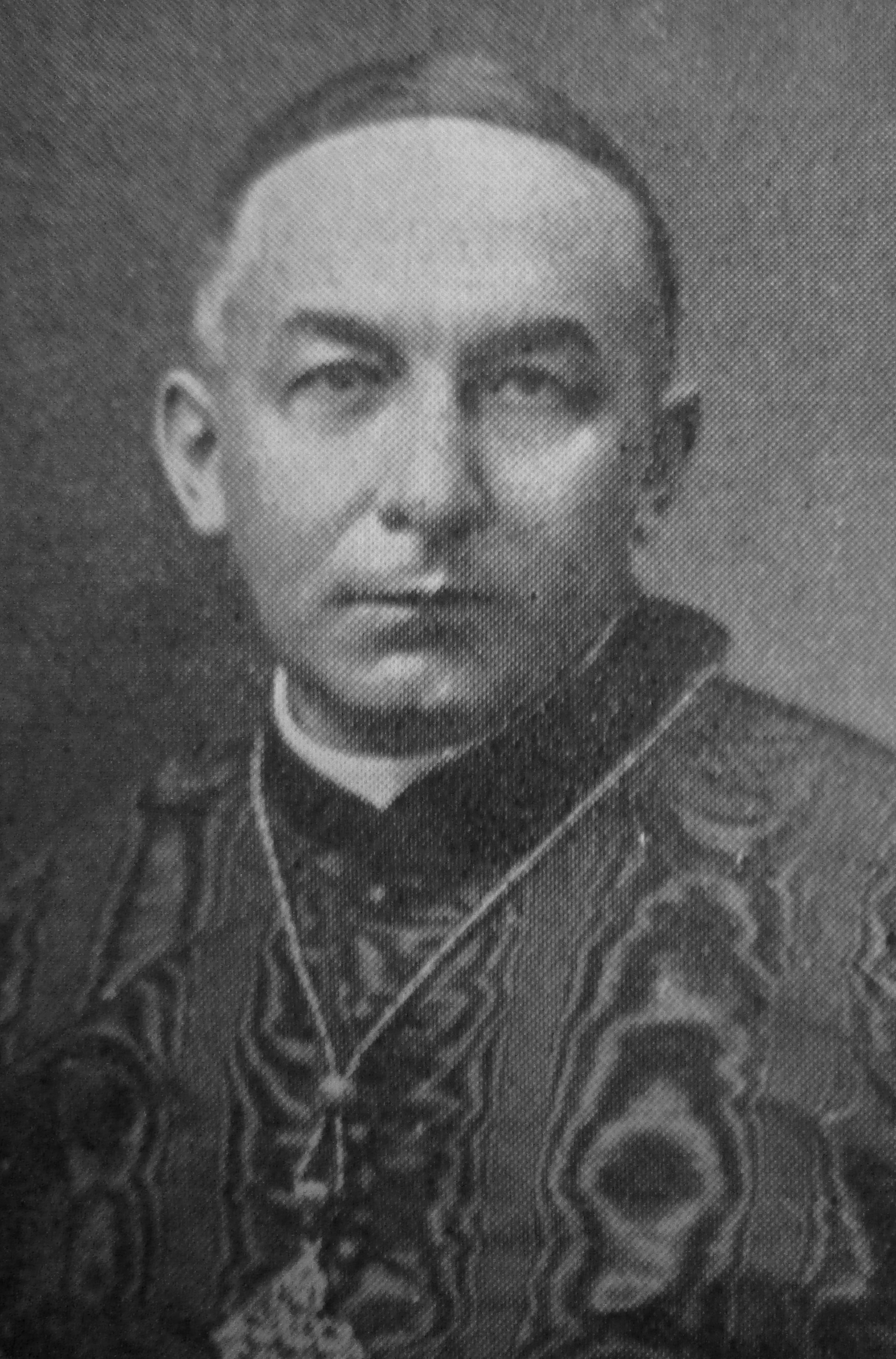
George Kardinal Mundelein (um 1925)

Kardinalswappen

George Kardinal Mundelein (1932)

George William Kardinal Mundelein (* 2. Juli 1872 in Manhattan, New York City; † 2. Oktober 1939 in Mundelein, Illinois) war Erzbischof von Chicago und Kardinal der Römisch-katholischen Kirche.

## Leben
Sein Großvater Mündelein stammte aus Paderborn in Westfalen. Er war einer der ersten Gefallenen, die während des Amerikanischen Bürgerkrieges im Kampf um Fort Sumter umgekommen sind.
George Mundelein studierte an der LaSalle Academy und am Manhattan College, wo er 1889 mit Auszeichnung das Studium absolvierte. Danach trat er in das St. Vincent-Seminar in Latrobe, Pennsylvania ein und studierte an der Päpstlichen Universität Urbaniana in Rom, wo er von seinem Diözesanbischof Charles Edward McDonnell am 8. Juni 1895 das Sakrament der Priesterweihe empfing.
Nach seiner Rückkehr in die USA arbeitete er in der Diözese Brooklyn und diente Bischof McDonnell bis 1897 als Sekretär. Danach war er bis 1909 Kanzler der Diözese. Am 30. Juni 1909 ernannte ihn Papst Pius X. zum Titularbischof von Loryma und zum Weihbischof in Brooklyn. Die Bischofsweihe spendete ihm der Bischof von Brooklyn, Charles Edward McDonnell, am 21. September desselben Jahres; Mitkonsekratoren waren der Bischof von Buffalo, Charles Henry Colton und der Bischof von Newark, John Joseph O’Connor. Am 9. Dezember 1915 wurde er zum dritten Erzbischof von Chicago, Illinois ernannt. Im Konsistorium von 1924 kreierte ihn Papst Pius XI. zum Kardinal mit der römischen Titelkirche Santa Maria del Popolo. Mundelein war der erste Kardinal westlich der Allegheny Mountains. Er nahm an der Papstwahl im Jahre 1939 in Rom teil und starb im gleichen Jahr im Alter von 67 Jahren.

## Wappen und Wahlspruch
Der von Rot und Blau gevierte Wappenschild zeigt in Feld 1 die silbernen Buchstaben AM (Ave Maria), Feld 2 einen silbernen Stern (Marien-Symbol), Feld 3 drei goldene Bienen, dem Wappen der italienischen Adelsfamilie Barberini entnommen (Im Barberini-Palast in Rom befanden sich Einrichtungen der päpstlichen Universität, an der Mundelein studierte), Feld 4 zeigt eine goldene Krone und das Wort Humilitas (Demut als Symbol des Magnifikat). In diesem Wappen drückt George William Mundelein seine Verbundenheit mit Maria aus und es zeigt ihn als großen Marien-Verehrer.
Hinter dem Schild aufrecht stehend das Doppelkreuz des Metropoliten sowie Mitra und Krummstab. Darüber den Galero (purpurner Kardinalshut) mit jeweils 15 herabhängenden Quasten. Unten der Wahlspruch: “Dominus adjutor meus” (Ps 28,7 , deutsch: „Der Herr ist meine Kraft“).

## Wirken
Mundelein galt als moderater Theologe und war mit US-Präsident Franklin D. Roosevelt befreundet, dessen New Deal er unterstützte. Er setzte sich für soziale Fragen ein und unterstützte den Missionar Edward Galvin bei seiner Mission und Sozialarbeit in China. In seiner Pastoralarbeit versuchte er, verschiedene ethnische Gruppen in gemeinsame Kirchengemeinden zusammenzuführen. Bekannt wurde seine Paper Hanger-Rede (eine Anspielung auf den vermeintlich früheren Beruf Hitlers), bei der er Adolf Hitler und seine Gefolgsleute kritisierte. Im Jahre 1921 erwarb Mundelein die Sheldon’s School in Illinois, die er zu einem Seminar ausbauen ließ. Es wurde dort auch ein Frauen-College gegründet, welches im Jahre 1991 ein Teil der Loyola University wurde. Der Ort dieser Schule nannte sich ab 1924 nach dem Gründer Mundelein.
Sein Cousin Franz Mündelein (1856–1927) war Kirchenbaumeister in Paderborn.

## Ehrungen
- 1924 wurde die Gemeinde Mundelein in Illinois nach ihm benannt.